# Ijimaia loppei
Espèce
Ijimaia loppei est une espèce de poisson Ateleopodiformes de l'Atlantique Est à proximité de l'Afrique.
Ateleopus barnardi Poll, 1953 en est synonyme.

## Référence
- Roule, 1922 : Sur un genre de poisson abyssal japonais très rare, nouvellement retrouvé dans l'Océan Atlantique Nord-Africain. Comptes rendus hebdomadaires des séances de l'Akadémie des Sciences. 174 p. 640-642.